# 擬似相関
擬似相関（ぎじそうかん、英: Spurious relationship, Spurious correlation）は、2つの事象に因果関係がないのに、見えない要因（潜伏変数）によって因果関係があるかのように推測されること。擬似相関は、客観的に精査するとそれが妥当でないときにも、2つの集団間に意味の有る関係があるような印象を与える。
2つの（確率）変数間の擬似相関は、第三の原因変数を導入することで生み出される。換言すれば、A と B の間の相関を見出す。従って、考えられる関係としては次の3つがある。
A が B を発生させる
B が A を発生させる
または
C が A と B を発生させる
最後の関係が擬似相関である。そのため、「相関関係は因果関係を含意しない」とよく言われる。

## 例
擬似相関の例として、ある街でのアイスクリームの売り上げを考えてみよう。アイスクリームの売り上げが最も高い時期には、プールでの溺死事故も最も多い。アイスクリームの売り上げ増が溺死増の原因（あるいは結果）であると主張することが、2つの事象間の擬似相関を暗に想定していることになる。実際には、猛暑が両方の原因であろう。猛暑は見えない潜在変数の例である。
別の例として、オランダの統計で、赤ん坊の出生数とコウノトリの数に正の相関が見られるという事例がある。もちろん、それらに因果関係はなく、おそらく両方が9か月前の天候と相関しているだけと考えられる。

## 実験
この用語は統計学で普通に使われており、特に実験などの測定結果の判定で使われる。実験は、一般に (X → Y) という因果関係を予測し、それを裏付けるために行われる。因果的でない関係が別の原因によって (W → X & Y) という形で作られる場合もある。また、(X → W → Y) のように介在変数があるのに気づかない場合、一見して直接的な因果関係があるかのように見える。このため、実験によって得られた相関は、擬似相関を除外するまでは因果関係を表しているとは言えない。
実際、次の3つの条件が成り立たなければ、X が Y の原因であると結論できない。
- X は Y に先行して発生しなければならない
- Y は X が起きないときは発生してはならない
- Y は X が起きたら必ず発生しなければならない

これら3つの条件の1つでも破られた場合に、擬似相関であることが判明することが多い。
間接的な因果関係の場合、第三の条件は緩められる場合もある。例えば、拳銃による決闘を考えてみよう。2人の男が対面し、互いに発砲する。一方の男が撃ったことで他方の男が死んだ場合、撃った方の男が死の原因であると結論付けることができる。しかし、撃たれた男を医者が救った場合（第三の条件が成り立たない）でも、直接的な因果関係が崩れるわけではない。実際には、発砲(X)によって生じた生体的打撃(W)が死(Y)の直接的な原因であり、医療によって W から Y という関係を絶つことが可能である。